# Regio-Suite
Regio Suite is een compositie voor harmonieorkest of fanfare van de Belgische componist Marcel De Boeck.